# Коефіціент розподілу
У фізичних науках коефіцієнт розподілу (P) або (D) — це відношення концентрацій сполуки в суміші двох розчинників, що не змішуються, у рівновазі . Таким чином, це співвідношення є порівнянням розчинності розчиненої речовини в цих двох рідинах. Коефіцієнт розподілу зазвичай відноситься до коефіцієнта концентрації неіонізованих видів сполуки, тоді як коефіцієнт розподілу відноситься до коефіцієнта концентрації всіх видів сполуки (іонізованих плюс неіонізованих).
У хімічних і фармацевтичних науках обидві фази зазвичай є розчинниками . Найчастіше один із розчинників це вода, а другий — гідрофобний, наприклад 1-октанол . Отже, коефіцієнт розподілу вимірює, наскільки гідрофільна («водолюбна») або гідрофобна («водобоязлива») хімічна речовина. Коефіцієнти розподілу корисні для оцінки розподілу ліків в організмі. Гідрофобні препарати з високими коефіцієнтами розподілу октанол-вода в основному розподіляються в гідрофобних областях, таких як ліпідні бішари клітин. І навпаки, гідрофільні препарати (низький коефіцієнт розподілу октанол/вода) виявляються переважно у водних областях, таких як сироватка крові .
Якщо один із розчинників є газом, а інший — рідиною, можна визначити коефіцієнт розподілу газ/рідина. Наприклад, коефіцієнт розподілу кров/газ загального анестетика вимірює, наскільки легко анестетик переходить з газу в кров. Коефіцієнти розподілу також можуть бути визначені, коли одна з фаз є твердою, наприклад, коли одна фаза є розплавленим металом, а друга є твердим металом, або коли обидві фази є твердими речовинами. У результаті поділу речовини на тверде утворюється твердий розчин .
Коефіцієнти розподілу можна виміряти експериментально різними способами (за допомогою струшування, ВЕРХ тощо) або оцінити за допомогою розрахунків на основі різноманітних методів (на основі фрагментів, атомів тощо).).
Якщо речовина присутня як кілька хімічних видів у системі розподілу внаслідок асоціації або дисоціації, кожному виду призначається власне значення K ow . Відповідне значення D не розрізняє різні види, а лише вказує на співвідношення концентрацій речовини між двома фазами. 

## Визначення
Незважаючи на офіційну рекомендацію протилежного, термін коефіцієнт розподілу залишається переважно вживаним терміном у науковій літературі. 

На відміну від цього, IUPAC рекомендує більше не використовувати термін у заголовку, а замінити його більш конкретними термінами. Наприклад, константа розділу, визначена як

| (KD)A = [A]org/ [A]aq, | \| \| \| \| \| \| \| \| | (1) |
|                        |                         |     |
|                        |                         |     |
де K D — константа рівноваги процесу, [A] являє собою концентрацію досліджуваної розчиненої речовини A, а «org» і «aq» відносяться до органічної та водної фаз відповідно. IUPAC також рекомендує «коефіцієнт розподілу» для випадків, коли можна визначити коефіцієнти перенесення, і «коефіцієнт розподілу» для співвідношення загальних аналітичних концентрацій розчиненої речовини між фазами, незалежно від хімічної форми.

## Коефіцієнт розподілу та logP

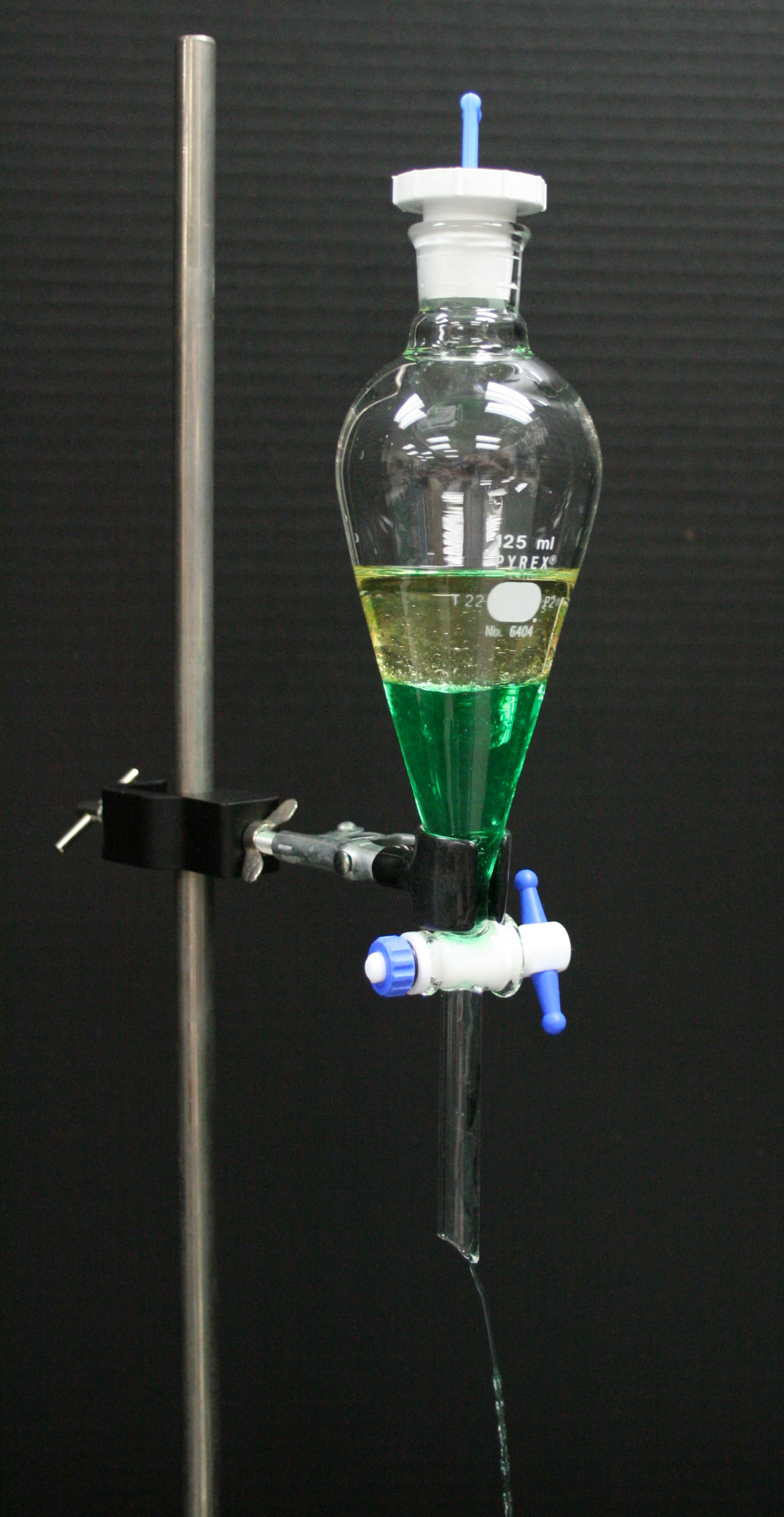
Рівновага розчиненої речовини, розподіленої між гідрофобною фазою та гідрофільною фазою, встановлюється в спеціальному скляному посуді, як-от ця ділильна воронка, що дозволяє струшувати та відбирати проби, з яких визначають log P. Тут зелена речовина має більшу розчинність у нижньому шарі, ніж у верхньому.

Коефіцієнт розподілу, скорочено P, визначається як конкретне відношення концентрацій розчиненої речовини між двома розчинниками (двофаза рідких фаз), особливо для неіонізованих розчинених речовин, і, таким чином, логарифм відношення становить log P. :275ffКоли один із розчинників є водою, а інший — неполярним розчинником, тоді значення log P є мірою ліпофільності або гідрофобності . :275ff :6Визначений прецедент полягає в тому, щоб типи ліпофільної та гідрофільної фази завжди були в чисельнику та знаменнику відповідно; наприклад, у двофазній системі n — октанол (надалі просто «октанол») і вода:
{\displaystyle \log P_{\text{окт/вод}}=\log \left({\frac {{\big [}{\text{р-р}}{\big ]}_{\text{октанол}}^{\text{неіонізована}}}{{\big [}{\text{р-р}}{\big ]}_{\text{вода}}^{\text{неіонізована}}}}\right).}
У першому наближенні в неполярній фазі в таких експериментах зазвичай переважає неіонізована форма розчиненої речовини, яка є електрично нейтральною, хоча це може бути не вірним для водної фази. Для вимірювання коефіцієнта розподілу іонізованих розчинених речовин рН водної фази коригують таким чином, щоб переважаюча форма сполуки в розчині була неіонізованою, або її вимірювання при іншому рН, що цікавить, вимагає врахування всіх видів, неіонізованих. та іонізовані (див. далі).
Відповідний коефіцієнт розподілу для іонізованих сполук, скорочено log P I, виводиться для випадків, коли є домінантні іонізовані форми молекули, так що необхідно враховувати розподіл усіх форм, іонізованих і неіонізованих, між двома фазами (також як взаємодія двох рівноваг, розподілу та іонізації). M використовується для позначення кількості іонізованих форм; для I -ї форми (I = 1, 2, ..., M) логарифм відповідного коефіцієнта розподілу, {\displaystyle \log P_{\text{окт/вод}}^{I}}, визначається так само, як і для неіонізованої форми. Наприклад, для розділу октанол-вода це так
{\displaystyle \log \ P_{\text{окт/вод}}^{\mathrm {I} }=\log \left({\frac {{\big [}{\text{р-р}}{\big ]}_{\text{октанол}}^{I}}{{\big [}{\text{р-р}}{\big ]}_{\text{вода}}^{I}}}\right).}
Щоб відрізнити це від стандартного, неіонізованого, коефіцієнта розподілу, неіонізованому часто призначається символ log P 0, так що індексований {\displaystyle \log P_{\text{oct/wat}}^{I}} вираз для іонізованих розчинених речовин стає просто розширенням цього в діапазон значень I > 0 . 

## Коефіцієнт розподілу і logD
Коефіцієнт розподілу log D являє собою відношення суми концентрацій усіх форм сполуки (іонізованої плюс неіонізованої) у кожній із двох фаз, одна, по суті, завжди водна; як такий, він залежить від рН водної фази, а log D = log P для неіонізованих сполук при будь-якому рН. Для вимірювання коефіцієнтів розподілу рН водної фази забуферують до певного значення, щоб рН не порушувався істотно введенням сполуки. Потім значення кожного log D визначається як логарифм відношення — суми експериментально виміряних концентрацій різних форм розчиненої речовини в одному розчиннику до суми таких концентрацій її форм в іншому розчиннику; це можна виразити як
{\displaystyle \log D_{\text{окт/вод}}=\log \left({\frac {{\big [}{\text{р-р}}{\big ]}_{\text{октанол}}^{\text{іонізована}}+{\big [}{\text{р-р}}{\big ]}_{\text{октанол}}^{\text{неіонізована}}}{{\big [}{\text{р-р}}{\big ]}_{\text{вода}}^{\text{іонізована}}+{\big [}{\text{р-р}}{\big ]}_{\text{вода}}^{\text{неіонізована}}}}\right).}
У наведеній вище формулі верхні індекси «іонізовані» вказують на суму концентрацій усіх іонізованих речовин у відповідних фазах. Крім того, оскільки log D залежить від pH, необхідно вказати pH, при якому було виміряно log D. У таких областях, як відкриття ліків — області, що включають явища розподілу в біологічних системах, таких як людське тіло — log D при фізіологічному рН = 7,4 представляє особливий інтерес. 
Часто зручно виразити log D у термінах P I, визначених вище (що включає P 0 як стан I = 0), таким чином охоплюючи як неіонізовані, так і іонізовані види. Наприклад, в октанол-воді:
{\displaystyle \log D_{\text{окт/вод}}=\log \left(\sum _{I=0}^{M}f^{I}P_{\text{окт/вод}}^{I}\right),}
який підсумовує окремі коефіцієнти розподілу (а не їх логарифми) і де {\displaystyle f^{I}} вказує рН-залежну мольну частку I -ї форми (розчиненої речовини) у водній фазі, а інші змінні визначаються, як раніше. 

## Приклад даних коефіцієнта розподілу
Значення для системи октанол-вода в наступній таблиці взято з банку даних Дортмунда .  Вони відсортовані за коефіцієнтом розподілу, від найменшого до найбільшого (ацетамід є гідрофільним і 2,2',4,4',5-пентахлорбіфеніл ліпофільний), і представлені з температурою, при якій вони були виміряні (що впливає на значення). 
| Компонент                    | logP OW | T (°C)     |
| ---------------------------- | ------- | ---------- |
| Ацетамід                     | −1,16   | 25         |
| Метанол                      | −0,81   | 19         |
| Мурашина кислота             | −0,41   | 25         |
| Діетиловий ефір              | 0,83    | 20         |
| п-дихлорбензол               | 3.37    | 25         |
| гексаметилбензол             | 4.61    | 25         |
| 2,2',4,4',5-Пентахлорбіфеніл | 6.41    | Навколишнє |

Значення інших сполук можна знайти в різноманітних доступних оглядах та монографіях.   Критичні обговорення проблем вимірювання log Р і пов'язане з ним обчислення його розрахункових значень (див. нижче) з'являються в кількох оглядах.

## Додатки

### Фармакологія
Коефіцієнт розподілу лікарського засобу сильно впливає на те, наскільки легко ліки можуть досягти цільового призначення в організмі, наскільки сильний ефект вони матимуть, коли досягнуть мети, і як довго вони будуть залишатися в організмі в активній формі. Отже, log P молекули є одним із критеріїв, які використовуються медичними хіміками під час доклінічного відкриття ліків, наприклад, при оцінці схожості на ліки кандидатів на ліки. Аналогічно, він використовується для розрахунку ліпофільної ефективності при оцінці якості дослідницьких сполук, де ефективність сполуки визначається як її ефективність за допомогою виміряних значень pIC 50 або pEC 50 за вирахуванням її значення log P .

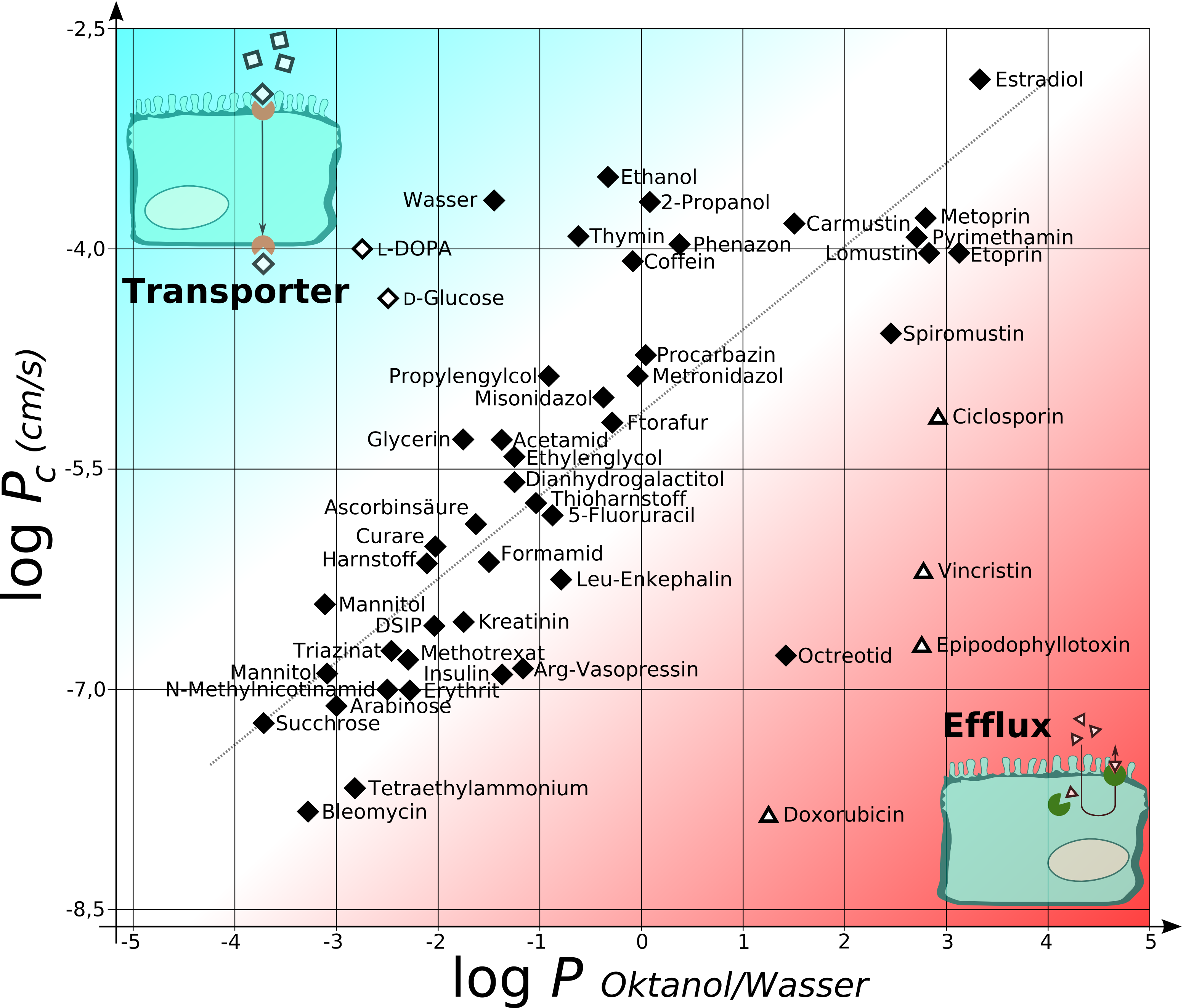
Проникність лікарських засобів у капілярах мозку (вісь y) як функція коефіцієнта розподілу (вісь x)

#### Фармакокінетика
У контексті фармакокінетики (як організм поглинає, метаболізує та виводить ліки) коефіцієнт розподілу має сильний вплив на властивості ADME препарату. Отже, гідрофобність сполуки (виміряна її коефіцієнтом розподілу) є основним фактором, який визначає, наскільки вона схожа на ліки . Точніше, щоб лікарський засіб абсорбувався перорально, він зазвичай повинен спочатку пройти через ліпідні двошари в епітелії кишечника (процес, відомий як трансклітинний транспорт). Для ефективного транспортування препарат повинен бути достатньо гідрофобним, щоб розділятися на ліпідний бішар, але не настільки гідрофобним, щоб, опинившись у подвійному шарі, він не розділявся знову. Аналогічно, гідрофобність відіграє важливу роль у визначенні того, де ліки розподіляються в організмі після всмоктування і, як наслідок, у тому, як швидко вони метаболізуються та виводяться.

#### Фармакодинаміка
У контексті фармакодинаміки (як ліки впливають на організм), гідрофобний ефект є основною рушійною силою зв'язування ліків з їх рецепторами . З іншого боку, гідрофобні препарати мають тенденцію бути більш токсичними, оскільки вони, як правило, зберігаються довше, мають ширший розподіл в організмі (наприклад, внутрішньоклітинні), є дещо менш селективними у зв'язуванні з білками і, нарешті, часто, значною мірою метаболізуються. У деяких випадках метаболіти можуть бути хімічно активними. Тому доцільно зробити препарат максимально гідрофільним, при цьому він все ще зберігає адекватну спорідненість зв'язування з терапевтичним білком-мішенню. У випадках, коли лікарський засіб досягає своїх цільових місць за допомогою пасивних механізмів (тобто дифузії через мембрани), ідеальний коефіцієнт розподілу для препарату, як правило, є проміжним за значенням (ані занадто ліпофільним, ані надто гідрофільним); у випадках, коли молекули досягають своїх цілей інакше, таке узагальнення не застосовується. 

### Екологія
Гідрофобність сполуки може дати вченим вказівку на те, як легко сполука може бути поглинена ґрунтовими водами для забруднення водних шляхів, а також про її токсичність для тварин і водних організмів. Коефіцієнт розподілу також можна використовувати для прогнозування рухливості радіонуклідів у підземних водах. У галузі гідрогеології коефіцієнт розподілу октанол–вода K ow використовується для прогнозування та моделювання міграції розчинених гідрофобних органічних сполук у ґрунті та підземних водах.

### Агрохімія
Гідрофобні інсектициди та гербіциди, як правило, більш активні. Гідрофобні агрохімікати загалом мають більш тривалий період напіврозпаду і, отже, мають підвищений ризик несприятливого впливу на навколишнє середовище.

### Металургія
У металургії коефіцієнт розподілу є важливим фактором у визначенні того, як різні домішки розподіляються між розплавленим і застиглим металом. Він є критичним параметром для очищення за допомогою зонного плавлення і визначає, наскільки ефективно можна видалити домішку за допомогою спрямованого затвердіння, описаного рівнянням Шайля .

### Розробка споживчого продукту
Багато інших галузей враховують коефіцієнти розподілу, наприклад, при створенні косметики, місцевих мазей, барвників, фарб для волосся та багатьох інших споживчих товарів.

## Вимірювання
Було розроблено ряд методів вимірювання коефіцієнтів розподілу, включаючи метод струшування, метод ділильної воронки, обернено-фазову ВЕРХ та pH-метричні методи. :280

### Воронковий метод
У цьому методі тверді частинки, присутні в двох рідинах, що не змішуються, можна легко розділити шляхом суспендування цих твердих частинок безпосередньо в цих не змішуваних рідинах.

### Струшування колби
Класичним і найнадійнішим методом визначення log P є метод струшування колби, який складається з розчинення частини розглянутої розчиненої речовини в об'ємі октанолу та води, а потім вимірювання концентрації розчиненої речовини в кожному розчиннику. Найпоширенішим методом вимірювання розподілу розчиненої речовини є UV/VIS спектроскопія .

### На основі ВЕРХ
Більш швидкий метод визначення log P передбачає використання високоефективної рідинної хроматографії . Log P розчиненої речовини можна визначити, співвідносячи час його утримування з подібними сполуками з відомими значеннями log P.
Перевага цього методу в тому, що він швидкий (5–20 хвилин на зразок). Однак, оскільки значення log P визначається лінійною регресією, кілька сполук з подібними структурами повинні мати відомі значення log P, і екстраполяція від одного хімічного класу до іншого — застосовуючи рівняння регресії, отримане від одного хімічного класу до другого, — може не буде надійним, оскільки кожен хімічний клас матиме свої характерні параметри регресії . 

### рН-метричний
РН-метричний набір методів визначає профілі рН ліпофільності безпосередньо з одного кислотно-лужного титрування в двофазній системі вода-органічний розчинник. Отже, один експеримент може бути використаний для вимірювання логарифмів коефіцієнта розподілу (log P), що дає розподіл молекул, які мають переважно нейтральний заряд, а також коефіцієнт розподілу (log D) усіх форм молекули на діапазоні pH, наприклад, від 2 до 12. Однак метод вимагає окремого визначення значень (значень) pK a речовини.

### Електрохімічні
Поляризовані поверхні розділу рідини були використані для дослідження термодинаміки та кінетики перенесення заряджених частинок з однієї фази в іншу. Існують два основних методи. Перший — це ITIES, «інтерфейс між двома розчинами електролітів, що не змішуються». Другий — експерименти з краплями. Тут була використана реакція на потрійній межі розділу між провідною твердою речовиною, краплями окислювально-відновної активної рідкої фази та розчином електроліту, щоб визначити енергію, необхідну для перенесення зарядженої речовини через поверхню розділу.

## Прогнозування
Існує багато ситуацій, коли передбачення коефіцієнтів розподілу перед експериментальним вимірюванням є корисним. Наприклад, десятки тисяч промислово виготовлених хімічних речовин широко використовуються, але лише невелика їх частина пройшла ретельну токсикологічну оцінку. Тому для тестування необхідно визначити пріоритетність решти. Рівняння QSAR, які, у свою чергу, засновані на розрахованих коефіцієнтах розподілу, можна використовувати для оцінки токсичності. Розраховані коефіцієнти розподілу також широко використовуються у відкритті ліків для оптимізації скринінгових бібліотек та для прогнозування схожості розроблених ліків-кандидатів на ліки перед їх синтезом. Як обговорюється більш детально нижче, оцінки коефіцієнтів розподілу можуть бути зроблені за допомогою різноманітних методів, у тому числі на основі фрагментів, складу та знань, які ґрунтуються виключно на знаннях структури хімічної речовини. Інші методи прогнозування покладаються на інші експериментальні вимірювання, такі як розчинність. Методи також відрізняються точністю та тим, чи можна їх застосувати до всіх молекул, чи лише до тих, подібних до вже вивчених молекул.

### На основі складу
Стандартні підходи цього типу, що використовують атомарні внески, були названі тими, хто їх формулює з префіксною літерою: AlogP, XlogP, MlogP, тощо. Звичайним методом прогнозування log P за допомогою цього типу методу є параметризація внеску коефіцієнтів розподілу різних атомів у загальний коефіцієнт розподілу молекул, що створює параметричну модель . Цю параметричну модель можна оцінити за допомогою оцінки обмежених найменших квадратів , використовуючи навчальний набір сполук з експериментально виміряними коефіцієнтами розподілу. Щоб отримати розумні кореляції, найпоширеніші елементи, що містяться в ліках (водень, вуглець, кисень, сірка, азот і галогени), поділяються на кілька різних типів атомів залежно від середовища атома в молекулі. Хоча цей метод, як правило, найменш точний, перевага полягає в тому, що він є найбільш загальним, оскільки він може дати принаймні приблизну оцінку для широкого спектру молекул.

### На основі фрагментів
Найпоширеніший з них використовує метод групового внеску і називається cLogP. Було показано, що log P сполуки можна визначити за сумою її молекулярних фрагментів, що не перекриваються (визначаються як один або кілька атомів, ковалентно зв'язаних один з одним у межах молекули). Фрагментарні значення log P визначено статистичним методом, аналогічним атомарним методам (підгонка методів найменших квадратів до навчальної множини). Крім того, включені поправки типу Хеммета для врахування електронних і стеричних ефектів . Цей метод загалом дає кращі результати, ніж методи на основі атомів, але не може бути використаний для прогнозування коефіцієнтів розподілу для молекул, що містять незвичайні функціональні групи, для яких метод ще не параметризований (скоріше за все через відсутність експериментальних даних для молекул, що містять такі функціональні групи).

### На основі знань
Типове передбачення на основі аналізу даних використовує машини опорних векторів, дерева рішень або нейронні мережі. Цей метод, як правило, дуже успішний для обчислення значень log P, якщо використовується з сполуками, які мають подібну хімічну структуру та відомі значення log P. Підходи до молекулярного видобутку застосовують передбачення на основі матриці подібності або автоматичну схему фрагментації на молекулярні підструктури. Крім того, існують також підходи, що використовують максимальний загальний пошук підграфів або ядра молекул.

### LogDз logPі pKa
Для випадків, коли молекула неіонізована:
{\displaystyle \log D\cong \log P.}
Для інших випадків оцінка log D при заданому рН за log P та відомої мольної частки неіонізованої форми, {\displaystyle f^{0}}, у випадку, коли розподілом іонізованих форм на неполярну фазу можна знехтувати, можна сформулювати як
{\displaystyle \log D\cong \log P+\log \left(f^{0}\right).}
Наступні наближені вирази дійсні лише для монопротонних кислот і основ :
{\displaystyle {\begin{aligned}\log D_{\text{кис}}&\cong \log P+\log \left[{\frac {1}{1+10^{\mathrm {p} H-\mathrm {p} K_{a}}}}\right],\\\log D_{\text{осн}}&\cong \log P+\log \left[{\frac {1}{1+10^{\mathrm {p} K_{a}-\mathrm {pH} }}}\right].\end{aligned}}}
Подальші наближення, коли сполука значною мірою іонізована:
- для кислот с {\displaystyle \mathrm {pH} -\mathrm {p} K_{a}>1}, {\displaystyle \log D_{\text{кис}}\cong \log P+\mathrm {p} K_{a}-\mathrm {pH} } ,
- для основ с {\displaystyle \mathrm {p} K_{a}-\mathrm {pH} >1}, {\displaystyle \log D_{\text{осн}}\cong \log P-\mathrm {p} K_{a}+\mathrm {pH} } .

Для передбачення p K a, який, у свою чергу, може бути використаний для оцінки log D, рівняння типу Хеммета часто застосовуються.

### logPіз logS
Якщо розчинність S органічної сполуки відома або передбачена як у воді, так і в 1-октанолі, тоді log P можна оцінити як
{\displaystyle \log P=\log S_{\text{окт}}-\log S_{\text{вод}}.}
Існують різноманітні підходи до передбачення розчинності, як і log S.

## Коефіцієнт розподілу октанол-вода
Коефіцієнт розподілу між n -октанолом і водою відомий як коефіцієнт розподілу n -октанол-вода, або Kов . Його також часто називають символом P, особливо в англійській літературі. Він також відомий як співвідношення поділу н -октанол-вода .
Kов, будучи типом коефіцієнта розподілу, служить мірою співвідношення між ліпофільністю (розчинністю в жирі) та гідрофільністю (розчинністю у воді) речовини. Значення більше одиниці, якщо речовина більш розчинна в жироподібних розчинниках, таких як н-октанол, і менше одиниці, якщо вона більш розчинна у воді. 

### Приклад значень
Значення log K ow зазвичай коливаються від -3 (дуже гідрофільний) до +10 (надзвичайно ліпофільний/гідрофобний).
Значення, наведені тут, відсортовані за коефіцієнтом розподілу. Ацетамід є гідрофільним, а 2,2′,4,4′,5-пентахлорбіфеніл — ліпофільним.
| Речовина                      | журнал K OW | Т          | Довідка |
| ----------------------------- | ----------- | ---------- | ------- |
| Ацетамід                      | −1,155      | 25 °C      |         |
| Метанол                       | −0,824      | 19 °C      |         |
| Мурашина кислота              | −0,413      | 25 °C      |         |
| Діетиловий ефір               | 0,833       | 20 °C      |         |
| Дихлорбензол                  | 3,370       | 25 °C      |         |
| Гексаметилбензол              | 4,610       | 25 °C      |         |
| 2,2′,4,4′,5- пентахлорбіфеніл | 6,410       | Навколишнє |         |